# Hyperaspis simulans
Hyperaspis simulans är en skalbaggsart som beskrevs av Thomas Casey 1899. Hyperaspis simulans ingår i släktet Hyperaspis och familjen nyckelpigor. Inga underarter finns listade i Catalogue of Life.